# 在酒樓上
《在酒樓上》是魯迅《彷徨》中的一篇小說，被魯迅胞弟周作人认为是鲁迅写得最好的小说之一，是“最富鲁迅气氛的小说”。这篇小说探讨了辛亥革命后，曾经参与革命的知识分子的命运。有人认为，鲁迅在吕纬甫这个人物身上注入了自己的影子，并借此思考自己的命运及选择 。在这个意义上，《彷徨》中另一篇《孤独者》是此篇的姊妹篇，而鲁迅实际的选择是与他在这两篇小说中假想的两条路都不相同的另一条路。

## 故事情节
故事的叙述者路过他的故乡S城，到一个酒楼上吃饭，在此遇见了他的故交吕纬甫。两人便在一起边吃边谈。叙述者发现吕纬甫较过去有了很大的变化，不再有青年时的神采。吕纬甫自己也清楚他自己的变化，承认自己的麻木。吕纬甫讲了自己应母亲要求为他早夭的小兄弟迁葬、以及为邻居的女儿送剪绒花的事情。这两个任务他都无法真正完成，但最后“随随便便”“模模胡胡”地敷衍了过去，为的只是不让母亲失望。虽然已完全失了革命的精神，甚至为谋生而教“子曰、诗云”，但从一个“漂泊者”变为了一个“坚守者”，吕纬甫在颓唐和麻木中仍然表现出对平凡生命的眷恋之情。